# Góry (Działdowo)
Góry ist ein Ort in der polnischen Woiwodschaft Ermland-Masuren und gehört zur Gmina Działdowo (Landgemeinde Soldau) im Powiat Działdowski (Kreis Soldau).
Góry liegt im Südwesten der Woiwodschaft Ermland-Masuren, acht Kilometer südlich der Kreisstadt Działdowo (deutsch Soldau i. Ostpr.) und einen Kilometer östlich des Dorfes Rywociny (deutsch Rywoczin).
Über die Geschichte des Ortes vor 1945 liegen keinerlei Belege vor, auch nicht in Beantwortung der Frage, ob Góry eine deutsche Ortsbezeichnung hatte. Góry ist heute „część wsi Rywociny“ (= ein Teil des Dorfes Rywociny) innerhalb der Gmina Działdowo (Landgemeinde Soldau) im Powiat Działdowski (Kreis Soldau), bis 1998 der Woiwodschaft Ciechanów, seither der Woiwodschaft Ermland-Masuren zugehörig.
Kirchlich ist Góry mit der Stadt Działdowo verbunden und gehört evangelischerseits zur dortigen Erlöserkirche in der Diözese Masuren der Evangelisch-Augsburgischen Kirche in Polen, katholischerseits zur Kreuzerhöhungskirche in Działdowo im Bistum Toruń (Thorn).
Nach Góry führt von Rywociny ein Landweg. Ein Bahnanschluss existiert nicht.